# Caught in the Act
Caught in the Act (CITA) var ett brittiskt-nederländskt pojkband under 90-talet. Bandet bildades 1993 av musikproducenten Cees van Leeuwen och bestod av fyra medlemmar: Lee Baxter, Eloy de Jong, Bastiaan Ragas och Benjamin Boyce.
Sammanlagt släppte bandet fyra album Caught in the Act of Love (1995), Forever Friends (1996), Vibe (1997) och We Belong Together (1998), hade 15 hit-singlar och sålde över 15 miljoner singlar och album.